# GP La Marseillaise 2021
De 42e editie van de wielerwedstrijd GP La Marseillaise werd gehouden op 31 januari 2021. De renners reden 171 kilometer in en rond de stad Marseille. De wedstrijd maakte deel uit van de UCI Europe Tour 2021, in de categorie 1.1. Deze editie werd gewonnen door de Fransman Aurélien Paret-Peintre.

## Uitslag
| GP La Marseillaise 2021 |                        |                                    |          |
| Plaats                  | Naam                   | Ploeg                              | Tijd     |
| Winnaar                 | Aurélien Paret-Peintre | AG2R-Citroën                       | 4u24'29" |
| 2                       | Thomas Boudat          | Arkéa-Samsic                       | z.t.     |
| 3                       | Bryan Coquard          | B&B Hotels p/b KTM                 | z.t.     |
| 4                       | Francisco Galván       | Equipo Kern Pharma                 | z.t.     |
| 5                       | Arjen Livyns           | Bingoal Pauwels Sauces WB          | z.t.     |
| 6                       | Tim Wellens            | Lotto-Soudal                       | z.t.     |
| 7                       | Matteo Trentin         | UAE Team Emirates                  | z.t.     |
| 8                       | Lilian Calmejane       | AG2R-Citroën                       | z.t.     |
| 9                       | Julien El Fares        | EF Education-Nippo                 | z.t.     |
| 10                      | Odd Christian Eiking   | Intermarché-Wanty-Gobert Matériaux | z.t.     |

1980 · 1981 · 1982 · 1983 · 1984 · 1985 · 1986 · 1987 · 1988 · 1989 · 1990 · 1991 · 1992 · 1993 · 1994 · 1995 · 1996 · 1997 · 1998 · 1999 · 2000 · 2001 · 2002 · 2003 · 2004 · 2005 · 2006 · 2007 · 2008 · 2009 · 2010 · 2011 · 2012 · 2013 · 2014 · 2015 · 2016 · 2017 · 2018 · 2019 · 2020 · 2021 · 2022 · 2023 · 2024 · 2025